# Mariusz Jakubik
Mariusz Jakubik (ur. 18 marca 1982 w Oświęcimiu) – polski hokeista. Reprezentant Polski.

## Kariera klubowa
- Unia Oświęcim (2000–2006)
- GKS Tychy (2006–2011)
- Zagłębie Sosnowiec (2009–2010)
- Unia Oświęcim (2010-2013)
- Sheffield Steeldogs (2013-2014)
- Naprzód Janów (2014-2015)
- Unia Oświęcim (2016)

Wychowanek i do 2012 zawodnik w Unii Oświęcim. Od 21 października 2013 zawodnik angielskiego klubu Sheffield Steeldogs, występującego w drugiej klasy rozgrywkowej w Wielkiej Brytanii - English Premier Ice Hockey League (EPIHL). Od 2014 do końca roku 2015 zawodnik Naprzodu Janów. Od stycznia 2016 ponownie zawodnik Unii.
Występował w kadrze Polski do lat 18. Reprezentant seniorskiej reprezentacji Polski. Uczestniczył w turniejach mistrzostw świata 2004, 2005, 2009.
W trakcie kariery określany pseudonimem Maniolo.

## Sukcesy
- Złoty medal mistrzostw Polski: 2001, 2002, 2003, 2004 z Unią
- Srebrny medal mistrzostw Polski: 2005 z Unią, 2007, 2008, 2009, 2011 z GKS Tychy
- Brązowy medal mistrzostw Polski: 2011, 2012 z Unią, 2010 z GKS Tychy
- Puchar Polski: 2002 z Unią, 2006, 2007, 2008, 2009 z GKS Tychy
- Finał Pucharu Polski: 2004, 2010, 2011 z Unią